# Maurice Duplay
Cet article concerne le révolutionnaire français. Pour le romancier framçais, voir Maurice Duplay (écrivain).
Pour les articles homonymes, voir Duplay et Maurice Duplay (écrivain).
Maurice Duplay, né le 22 décembre 1738 à Saint-Didier-La Séauve et mort le 30 juin 1820 à Paris, est un entrepreneur de menuiserie et un révolutionnaire français.

## Biographie
En 1767, il se marie avec Françoise Éléonore Vaugeois (1739-1794).
Citoyen actif de la section des Piques, c’est un propriétaire aisé, père de cinq enfants : Éléonore née en 1768, Sophie née en 1769, Victoire née en 1770, Élisabeth née en 1773 et Jacques-Maurice né en 1777. Ses trois maisons parisiennes lui procurent 15 000 livres de rente. En l’an IV, il achète, pour plus de 30 000 francs, la maison qu’il habite au 366 rue Saint-Honoré et qui dépend de l’ancien couvent des Filles de la Conception, vendu comme bien national. Le lieu porte actuellement le numéro 398. On peut y lire une plaque mentionnant le séjour de Robespierre du 17 juillet 1791 au 28 juillet 1794.

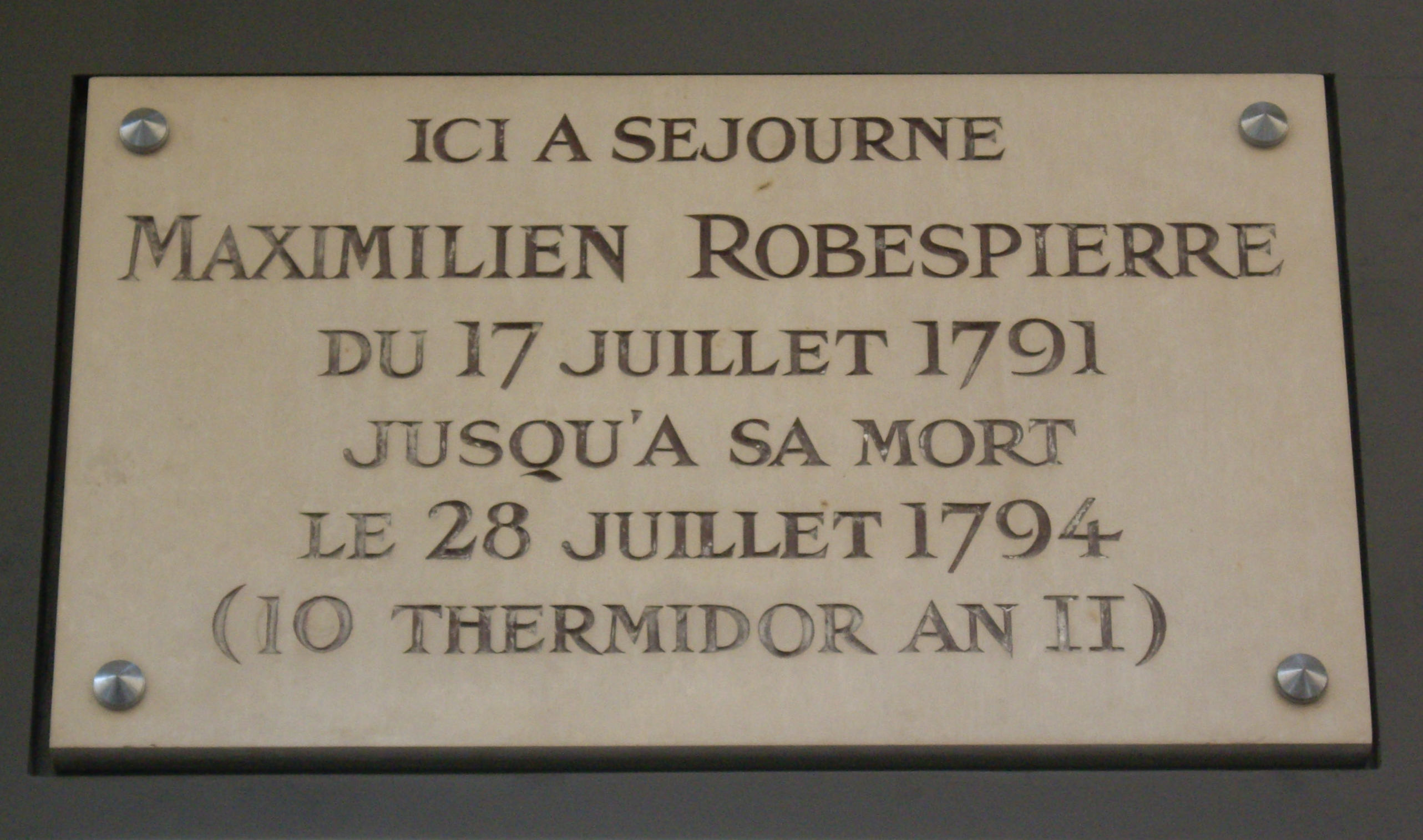
Plaque commémorative apposée au no 398 de la rue Saint-Honoré, dans le premier arrondissement de Paris anciennement maison Duplay.

En 1791, après la fusillade du Champ-de-Mars, il accueille Robespierre chez lui. Jacobins fervents, les Duplay admirent l’Incorruptible, qui partage leur vie de famille jusqu’à sa mort.
Maurice Duplay devient juré au Tribunal révolutionnaire.
Le lendemain du 9-Thermidor, toute la famille est arrêtée et conduite à Sainte-Pélagie. La femme de Maurice Duplay, âgée de 59 ans, est retrouvée pendue dans son cachot le 11 thermidor. Interné au Plessis, il retrouve Philippe Buonarroti, qui fréquentait sa maison à l’époque où il fréquentait Robespierre. Le 18 nivôse an III, il est transféré avec son fils Jacques-Maurice, étudiant de 16 ans, au Luxembourg.
Compris dans le procès de Fouquier-Tinville, il est acquitté le 17 floréal an III et libéré.
Inculpé dans l’affaire de la conjuration des Égaux, en l’an IV, il est acquitté par la Haute-Cour de Vendôme, comme son fils.
Parmi ses enfants, trois ont laissé un nom dans l’Histoire : Élisabeth, qui a épousé le conventionnel Philippe Le Bas, ami de Robespierre, Éléonore, et Jacques-Maurice (1777-1847), fondateur en vendémiaire an XI du journal l’Indiscret puis membre de la Commission administrative des hospices civils de Paris.

## La maison Duplay

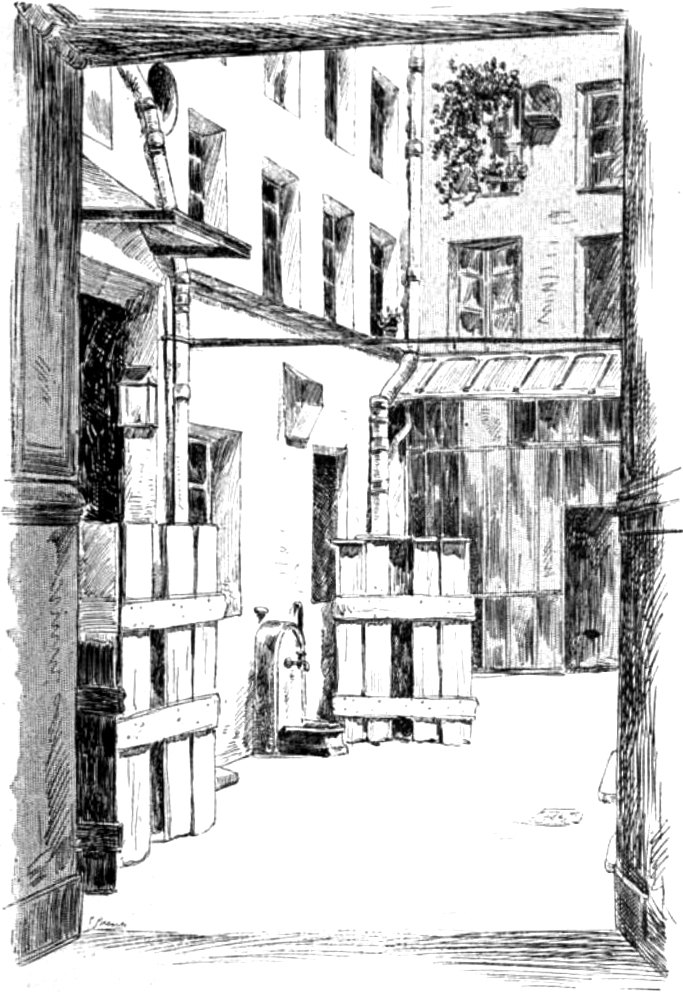
La cour de la maison de Duplay à la fin du XIXe siècle. En 1793, la maison n'avait qu'un étage. La chambre de Robespierre est au-dessus de la fontaine.

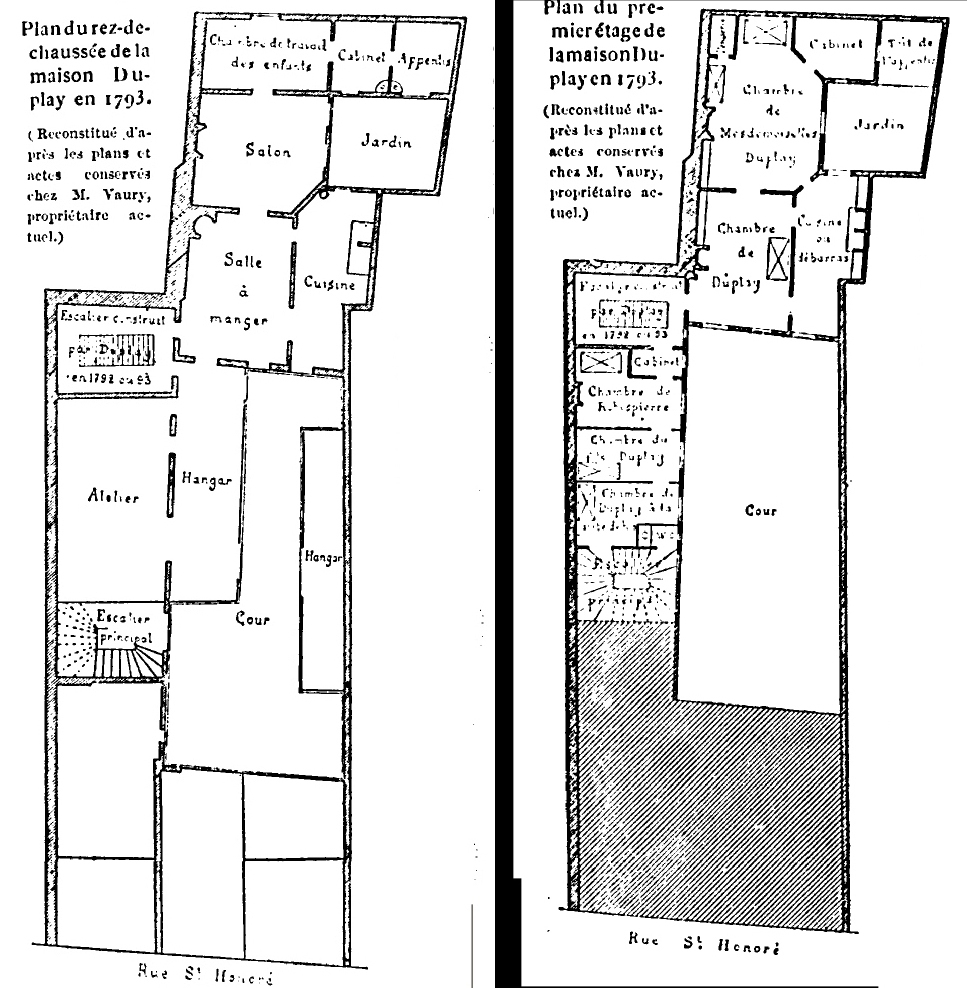
Plan de la maison de Duplay. Extrait de G.Lenotre, Paris révolutionnaire, Firmin-Didot, 1895

La maison Duplay, où Robespierre vécut pendant trois ans, était une construction modeste élevée seulement d’un étage, avec son entrée par une porte cochère rue Saint-Honoré. 
Au rez-de-chaussée, une cour étroite comprise entre le corps de logis des Duplay, un atelier où travaillaient les ouvriers, des hangars et le corps de logis donnant sur la rue Saint-Honoré qui comportait une boutique et deux grandes pièces au premier étage où s'établirent un temps le jeune frère et la sœur de Robespierre, avant que celle-ci ne se brouille avec Mme Duplay. 
Au-dessus de l’atelier, trois petites chambres donnant sur la cour, celle de Robespierre, puis celles du jeune fils et du neveu du menuisier (ayant eu la jambe gauche emportée à la bataille de Valmy, on appelait ce dernier Duplay à la jambe de bois).
En 1792 ou 1793, Duplay remplaça l’escalier principal qui desservait les chambres et le corps de logis de la rue Saint-Honoré par un escalier de bois plus discret, à l’autre extrémité de l’aile, afin de mieux garantir la sécurité de son hôte.
Par cet escalier, on accédait à la chambre de Robespierre, précédée d’un petit cabinet servant de toilette et d’antichambre. « Elle ne contenait, écrit Lenotre, qu'un lit de noyer couvert de damas bleu à fleurs blanche, provenant d'une robe de Mme Duplay, une table et quatre chaises de paille : c'était à la fois son cabinet de travail et sa chambre à coucher. Ses papiers, ses rapports, les manuscrits de ses discours étaient classés avec soin sur des rayons de sapin contre la muraille. » 

## Représentation dans la culture populaire

### Cinéma
- La Révolution française (1989) de Robert Enrico et Richard T. Heffron, interprété par Jean Bouise.